# 590 Tomyris
590 Tomyris

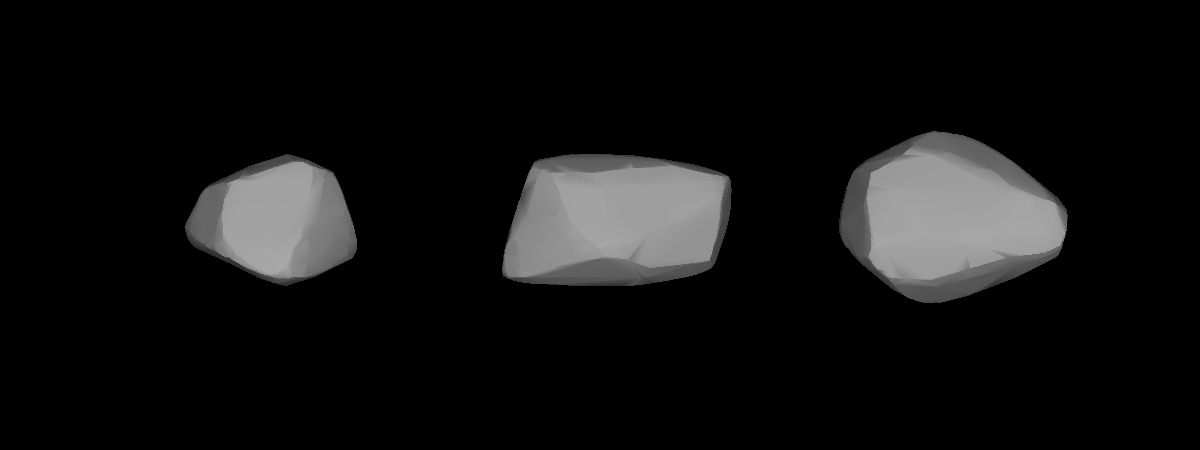
Mô hình 3D của 590 Tomyris

590 Tomyris là một tiểu hành tinh ở vành đai chính, thuộc nhóm tiểu hành tinh Eos. Nó được Max F. Wolf phát hiện vào ngày 4 tháng 3 năm 1906 ở Heidelberg và được đặt theo tên của Nữ hoàng Tomyris của tộc Massagetae, người đã đánh bại quân đội Ba Tư do Cyrus Đại đế chỉ huy theo sử cũ của Herodotos.

## Sách đọc thêm
- British Astronomical Association, Journal of the British Astronomical Association, Tập 23-24, British Astronomical Association., 1914.